# Force de Gendarmerie mobile et d'intervention
La Force de Gendarmerie mobile et d'intervention (FGMI) à Maisons-Alfort supervisait de 2005 à 2010, les 5 groupements de gendarmerie mobile implantés en Ile-de-France ainsi (pendant les premières années de son existence seulement) que le Groupement de sécurité et d'intervention de la gendarmerie nationale (GSIGN, qui a été rebaptisé GIGN en 2007). Elle avait également la mission de gérer certaines crises ou événements majeurs au niveau national.

## Présentation
La FGMI avait été créée le 1er juillet 2005 alors que la Légion de gendarmerie mobile d'Île-de-France (LGMIF), comme toutes les autres légions de gendarmerie mobile, était dissoute. Elle constituait un cas particulier, ajoutant à la fonction de soutien opérationnel, de coordination et de suivi de l'emploi des forces mobiles engagées en Île-de-France une vocation nationale pour la gestion de crises ou d'événements importants (voir ci-dessous) . Elle a été dissoute le 1er août 2010.  
Son état-major était implanté à Maisons-Alfort. Il comportait notamment l'État-major projetable de gestion de crise de la Gendarmerie (EMPGC), et le service des opérations qui gère l'emploi au maintien de l'ordre des gendarmes mobiles en Île-de-France et les escortes sensibles sur le territoire national.
Les groupements de gendarmerie mobile, services et états-majors qui la composaient ont été subordonnés à la région de Gendarmerie d'Île-de-France après sa dissolution. Par la suite, 3 de ces 5 groupements ont été fusionnés ou dissous entre 2007 et 2012.  
- Groupement Blindé de Gendarmerie mobile (GBGM) à Versailles-Satory
- Groupement II/1 de Gendarmerie mobile à Melun dissous et re-créé à Maisons-Alfort en 2012
- Groupement III/1 de Gendarmerie mobile à Aubervilliers - dissous en 2012 - ses escadrons ont été rattachés au groupement II/1
- Groupement IV/1 de Gendarmerie mobile à Issy-les-Moulineaux - dissous en 2012
- Groupement V/1 de Gendarmerie mobile à Beynes - fusionné avec le groupement IV/1 en 2007

Le groupement de sécurité et d'intervention de la Gendarmerie nationale (GSIGN) lui avait été attaché initialement (sur le plan administratif seulement car il dépendait de la Direction générale de la Gendarmerie nationale pour son emploi ). Devenu GIGN en 2007, a été directement subordonné à la DGGN.

## Commandants de l'unité
- Général de division Loïc Cormier 2005-2008
- Général de brigade Alain Giorgis 2008-2010